# National Fire Protection Association
De National Fire Protection Association (NFPA) is een Amerikaanse organisatie die het doel heeft om de last van brand en andere gevaren te verminderen door middel van wetenschappelijk onderzoek en educatie.
Het is de grootse brandveiligheid organisatie en telt wereldwijd bijna 80.000 leden. Vele bedrijven zijn aangesloten aan de NFPA.